# Pau Tomàs Ramis
Pau Tomàs Ramis (Llucmajor, 13 de febrer de 1975) és un mestre i investigador mallorquí. Els seus treballs abasten l'àmbit folklòric, pedagògic i històric.
Mestre d'Educació infantil de professió, va traçar paral·lelament una trajectòria com a investigador. Els seus primers treballs varen centrar-se en l'antropologia social, especialment el món geganter a Mallorca. També tractà altres temes com toponímia, propietat de la terra o ritus festius, així com continguts de caràcter didàctic sobre cultura popular. En el vessant historiogràfic va especialitzar-se en història contemporània de Mallorca, especialment durant la Segona República, Guerra Civil i posterior dictadura franquista.
És membre de Col·lectiu Recerca i de Temps de Memòria de l'IAI (Institut d'Antropologia de les Illes), grups de recerca dedicats a l'estudi dels períodes de la Segona República, Guerra Civil i dictadura franquista. És col·laborador habitual de la publicació local Llucmajor de Pinte en Ample i altres publicacions de l'àmbit local mallorquí, on publica continguts relacionats amb la història, cultura i tradicions de Mallorca.
L'any 2020 va obtenir el Premi Mallorca de Creació Literària en la categoria d'assaig, guardó concedit pel Consell de Mallorca, per l'obra Els mallorquins a l'Olimpíada que no fou. Expedició a l'Olimpíada Popular de Barcelona, 1936.

## Obres
Monografies
- La cultura popular a l'escola (2009). Palma: Consell de Mallorca, Departament de Cultura i Patrimoni.
- Els gegants de Mallorca (2010). Pollença: El Gall Editor ISBN 978-84-92574-66-7
- S'Arenal durant la II República. Una visió municipal (2017). Pregó de les festes de Sant Cristòfol. Ajuntament de Llucmajor ISBN 978-84-09-03194-8[6]
- Els gegants de Llucmajor un per un (2017). Pollença: El Gall Editor ISBN 9788492574667[7]
- Els mallorquins a l'Olimpíada que no fou. Expedició a l'Olimpíada Popular de Barcelona, 1936 (2021). Paterna: Galés Edicions ISBN 978-84-123734-2-4[8]
- Olímpics populars (2022). Paterna: Galés Edicions ISBN 978-84-123734-8-6[9]

Com a coordinador
- La Segona República: Mallorca, 1931-1936 (2022). Palma: Illa Edicions ISBN 978-84-124293-2-9[10]
- La Guerra Civil i el primer franquisme. Mallorca, 1936-1959 (2023). Palma: Illa Edicions ISBN 978-84-126428-3-4[11][12]
- Botxins i repressors (2025). Palma: Illa Edicions ISBN 978-84-126428-9-6 (coordinat amb Maria Eugènia Jaume Esteva)[13]

A més, ha escrit diversos articles a revistes locals i especialitzades, així com en obres col·lectives.